# Clitellata
Clitellata este o clasă de viermi inelați caracterizați prin prezența clitellumului, de unde și denumirea grupului. Taxonul include peste 8000 de specii răspândite preponderent în mediul acvatic dulcicol și terestru, un număr neînsemnat - în mediul marin.

## Morfologie
Clitellumul reprezintă o regiune îngroșată în partea anterioară a corpului, implicat în acuplare și formarea coconului la oligochete, la hirudinee - numai în formarea coconului. La oligochete, clitellumul este prezent toată viața, la hirudinee numai în perioada de reproducere.
Clitelate sunt lipsete de antene, plapi și parapode. Cheții oligochetelor sunt atașați direct de tegumnet, majoritatea hirudineelor, cu excepția acantobdelidelor, nu au cheți.

## Reproducere
Toatele clitelatele sunt hermafrodite. Dezvoltarea este fără larva trocoforă. Ouăle se dezvoltă în interiorul coconului, din care eclozează viermele mic, dar complet format.

## Taxonomie
În unele clasificări Clitellata este ridicată la rang de subîncrengătură și subclasele la nivel de clase. Tradițional, grupul include taxonii: Oligochaeta (reprezentanții cei mai cunoscuții sunt râmele) și Hirudinea (lipitoarele). Unii autori evidențiază Branchibdella, și Acanthobdellidea, la un nivel taxonomic echivalet cu al oligochetelor și hirudineelor.